# Diskografija Antonije Šole
Diskografija Antonije Šole obuhvaća pet studijska albuma, jedan EP singl, 44 singlova i 35 spotova.

## Studijski albumi
| Godina                                                                               | Album | Najviša pozicija | Najviša pozicija | Najviša pozicija | Certifikacije                             |
| Godina                                                                               | Album | HR               | SL               | SR               | Certifikacije                             |
| ------------------------------------------------------------------------------------ | --- | ---------------- | ---------------- | ---------------- | ----------------------------------------- |
| 2007.                                                                                | Anđele - izdan: 2007. - producentska kuća: Dallas Records - formati: CD, digitalni download                 | 1.               | 2.               | —                | HR: Platinasta MKD: Platinasta SL: Zlatna |
| 2008.                                                                                | Gdje je srce tu je dom - izdan: 2008. - producentska kuća: Dallas Records - formati: CD, digitalni download | 1.               | 1.               | —                | HR: Zlatna MKD: Zlatna                    |
| 2009.                                                                                | Zemlja sreće - izdan: 2009. - producentska kuća: Dallas Records - formati: CD, digitalni download           | 1.               | —                | —                |                                           |
| 2013.                                                                                | Nezgodna - izdan: 2013. - producentska kuća: Dallas Records - formati: CD, digitalni download               | 1.               | —                | —                | HR: Zlatna                                |
| 2018.                                                                                | Sretan Božić ljubavi - izdan: 2018. - producentska kuća: Croatia Records - formati: CD, digitalni download  | —                | —                | —                |                                           |
| "—" znači da album nije izdan u toj državi ili nije dosegao mjesto na top ljestvici. | |                  |                  |                  |                                           |

## EP
| Godina                                                                               | EP | Najviša pozicija | Najviša pozicija | Najviša pozicija | Certifikacije |
| Godina                                                                               | EP | HR               | SL               | SR               | Certifikacije |
| ------------------------------------------------------------------------------------ | --- | ---------------- | ---------------- | ---------------- | ------------- |
| 2006.                                                                                | Zovem da ti čujem glas - izdan: 2006. - producentska kuća: Dallas Records - formati: CD, digitalni download | —                | —                | —                |               |
| "—" znači da album nije izdan u toj državi ili nije dosegao mjesto na top ljestvici. | |                  |                  |                  |               |

## Singlovi
| Godina | Singl                                                                                    | Najviša pozicija | Najviša pozicija | Najviša pozicija | Album                                 |
| Godina | Singl                                                                                    | HR               | SL               | SR               | Album                                 |
| ------ | ---------------------------------------------------------------------------------------- | ---------------- | ---------------- | ---------------- | ------------------------------------- |
| 2003.  | Dođi najbrže                                                                             | —                | —                | —                | Dora                                  |
| 2006.  | Zovem da ti čujem glas                                                                   | 3.               | —                | —                | Zovem da ti čujem glas                |
| 2006.  | Nek ti bude bolje bez mene                                                               | —                | —                | —                | Zovem da ti čujem glas                |
| 2006.  | Pada tiha noć                                                                            | 1.               | —                | —                | Anđele                                |
| 2007.  | Neka bude zauvijek                                                                       | 11.              | —                | —                | Anđele                                |
| 2007.  | Zabranjena pjesma (Volim te)                                                             | 4.               | —                | —                | Anđele                                |
| 2007.  | Volim osmijeh tvoj (feat. Toše Proeski)                                                  | 1.               | 1.               | —                | Anđele                                |
| 2007.  | Anđele                                                                                   | 4.               | —                | —                | Anđele                                |
| 2007.  | Nebu pod oblak                                                                           | 1.               | —                | —                | Anđele - specijalno dopunjeno izdanje |
| 2008.  | Gdje je srce tu je dom                                                                   | 1.               | —                | —                | Gdje je srce tu je dom                |
| 2008.  | Usne na usne                                                                             | 2.               | —                | —                | Gdje je srce tu je dom                |
| 2008.  | Zvijezdo                                                                                 | —                | —                | —                | Gdje je srce tu je dom                |
| 2008.  | K'o lane ranjena                                                                         | —                | —                | —                | Gdje je srce tu je dom                |
| 2008.  | Prevelika kazna                                                                          | —                | —                | —                | Gdje je srce tu je dom                |
| 2009.  | Milijun poljubaca (feat. Gazde)                                                          | 1.               | 1.               | —                | Gdje je srce tu je dom                |
| 2009.  | Zemlja sreće                                                                             | —                | —                | —                | Zemlja sreće                          |
| 2009.  | Svirajte mi ljubavne                                                                     | —                | —                | —                | Nezgodna                              |
| 2010.  | Loša navika                                                                              | —                | —                | —                | Nezgodna                              |
| 2010.  | Halo dušo (feat. Petar Dragojević)                                                       | —                | —                | —                | Nezgodna                              |
| 2011.  | Živa meta                                                                                | 20.              | —                | —                | Nezgodna                              |
| 2012.  | Imam sve                                                                                 | 8.               | —                | —                | Nezgodna                              |
| 2012.  | Lagat ću                                                                                 | 1.               | —                | —                | Nezgodna                              |
| 2013.  | Nezgodna                                                                                 | 1.               | —                | —                | Nezgodna                              |
| 2013.  | Žigolo                                                                                   | 1.               | —                | —                | Nezgodna                              |
| 2013.  | Ne umire ljubav stara                                                                    | 18.              | —                | —                | Nezgodna                              |
| 2013.  | Svaki dan je put (feat. Dražen Zečić)                                                    | 14.              | —                | —                | Nezgodna                              |
| 2013.  | Nešto kao volim te                                                                       | —                | —                | —                | Nezgodna                              |
| 2014.  | Baraba (feat. Barabe)                                                                    | 1.               | 2.               | —                | Singlovi bez albuma                   |
| 2015.  | Samo u parfemu                                                                           | 1.               | —                | —                | Singlovi bez albuma                   |
| 2016.  | Ljubi se žmireći                                                                         | 1.               | —                | —                | Singlovi bez albuma                   |
| 2016.  | Budi lav                                                                                 | 3.               | —                | —                | Singlovi bez albuma                   |
| 2016.  | Volimo se volimo                                                                         | 1.               | —                | —                | Singlovi bez albuma                   |
| 2016.  | Usreći srce                                                                              | 27.              | —                | —                | Singlovi bez albuma                   |
| 2017.  | Dok slušam radio                                                                         | 6.               | —                | —                | Singlovi bez albuma                   |
| 2017.  | Tvoja                                                                                    | 23.              | —                | —                | Singlovi bez albuma                   |
| 2018.  | Bitango moja                                                                             | 4.               | —                | —                | Singlovi bez albuma                   |
| 2018.  | Mir u duši                                                                               | —                | —                | —                | Singlovi bez albuma                   |
| 2019.  | Oči boje oceana                                                                          | —                | —                | —                | Singlovi bez albuma                   |
| 2020.  | Dignimo glas (feat. Vedran Roglić, Alen Nižetić, Vladimir Garić, Marsell Benzon, Helena) | —                | —                | —                | Singlovi bez albuma                   |
| 2020.  | Cijena prave ljubavi (feat. Mario Roth)                                                  | 3.               | —                | —                | Singlovi bez albuma                   |
| 2020.  | Ponovo                                                                                   | 5.               | —                | —                | Singlovi bez albuma                   |
| 2020.  | Javna tajna                                                                              | 7.               | —                | —                | Singlovi bez albuma                   |
| 2020.  | Poljubi me ovog Božića(cover)                                                            | —                | —                | —                | Singlovi bez albuma                   |

## Videospotovi
| Godina | Videospot                    |
| ------ | ---------------------------- |
| 2006.  | Zovem da ti čujem glas       |
| 2006.  | Pada tiha noć                |
| 2007.  | Zabranjena pjesma (Volim te) |
| 2007.  | Volim osmijeh tvoj           |
| 2008.  | Gdje je srce tu je dom       |
| 2008.  | Zvijezdo                     |
| 2009.  | Milijun poljubaca            |
| 2010.  | Loša navika                  |
| 2010.  | Halo dušo                    |
| 2011.  | Živa meta                    |
| 2012.  | Imam sve                     |
| 2013.  | Lagat ću                     |
| 2013.  | Nezgodna                     |
| 2013.  | Svaki dan je put             |
| 2013.  | Ne umire ljubav stara        |
| 2014.  | Baraba                       |
| 2015.  | Samo u parfemu               |
| 2016.  | Budi lav                     |
| 2016.  | Ljubi se žmireći             |
| 2016.  | Volimo se volimo             |
| 2016.  | Usreći srce                  |
| 2017.  | Dok slušam radio             |
| 2017.  | Tvoja                        |
| 2018.  | Bitango moja                 |
| 2018.  | Mir u duši                   |
| 2019.  | Oči boje oceana              |
| 2020.  | Cijena prave ljubavi         |
| 2020.  | Ponovo                       |
| 2020.  | Javna tajna                  |
| 2020.  | Poljubi me ovog Božića       |